# Studentische Rechtsberatung
Studentische Rechtsberatung ist die Rechtsberatung durch Studenten an Hochschulen oder im universitären Umfeld. Anders als bei studentischer Unternehmensberatung sind hierbei die Anforderungen des Rechtsdienstleistungsgesetzes zu beachten. Abzugrenzen sind Beratungsangebote der Universität oder des AStA, in denen Anwälte oder Mitarbeiter mit Befähigung zum Richteramt für Studierende tätig werden. Eine Beratung durch Studierende kann demgegenüber durchaus auch zugunsten Dritter erfolgen. Sie kann Teil der universitären Lehre sein, aber auch durch den AStA oder von Studierenden unabhängig von der Universität organisiert sein.
Didaktischer Hintergrund solcher Angebote ist es, den Studierenden die Möglichkeit zu geben, die in der Theorie des Studiums erlernten Fertigkeiten an echten Fällen zu erproben und soziale Kompetenz zu erlernen. Das Studium wird so um den Erwerb von Schlüsselqualifikationen ergänzt. Insoweit wird dem Ziel einer stärkeren Anwaltsorientierung der Juristenausbildung, wie sie das 2002 reformierte Deutsches Richtergesetz vorsieht, Rechnung getragen (§ 5a Abs. 3 DRiG). Eine studentische Rechtsberatung leistet dies in Form des Learning by doing.
Im Zusammenhang mit der Rechtsberatung durch Studierende wird oft auch der US-amerikanische Begriff Legal Clinic verwendet. Dieser hat freilich in den USA eine mehrfache Bedeutung: Dort bezeichnet der Ausdruck primär das Angebot kostenloser Rechtsberatung für bedürftige Menschen (legal aid clinic), insbesondere durch soziale Organisationen oder Anwaltskanzleien (auch ohne studentische Beteiligung). Aus Sicht der Hochschullehre beschreibt „clinical legal education“ demgegenüber allgemein Praxisbezüge in der juristischen Lehre, einschließlich Simulationen wie Moot Courts, Praktika oder Verhandlungstrainings im Hochschulunterricht, beinhaltet also nicht zwingend eine beratende Tätigkeit gegenüber Dritten. Dieses Begriffsverständnis erfasst zudem nur Angebote der Hochschulen selbst, nicht etwa entsprechende Studenteninitiativen. In Deutschland und vielen europäischen Staaten wird der Begriff meist in einem dritten Sinne verstanden – gemeint ist die hier angesprochene Rechtsberatung durch Studierende gleich welcher Form (auch wenn diese unabhängig von der Hochschule erfolgt). Zur Vermeidung von Missverständnissen sollte der Ausdruck „clinic“ daher vermieden werden.

## Internationales Umfeld und Geschichte

### Ursprünge in den USA
Vorreiter im Bereich der studentischen Rechtsberatung waren die USA, wo Hochschulen sich bereits früh in sogenannten Legal Clinics engagierten. Diese bieten finanziell benachteiligten Rechtssuchenden kostenlose Unterstützung (vor allem in Strafsachen). Die Hochschulen sind neben sozialen Organisationen ein wichtiger Träger dieses Modells. Zudem werden dadurch die Folgen des Fehlens einer dem deutschen Referendariat vergleichbaren praktischen Ausbildung gemindert. Erste Angebote bestanden dort bereits Ende des 19. Jahrhunderts. Die moderne Ausgestaltung solcher Legal Clinics begann erst in den 1960er-Jahren aufgrund einer großzügige Förderung durch die Ford Foundation. Im Jahr 1973 hatten 125 der damals 147 Law Schools entsprechende Angebote. Eine Umfrage aus dem Jahr 2007/2008 unter 131 Law Schools ergab, dass dort insgesamt 809 Kliniken (6,2 pro Law School) existierten, nur 3 Befragte erklärten, kein entsprechendes Angebot zu haben.

### Andere Staaten
In anderen Staaten taten sich vergleichbare Angebote schwer. Selbst im Vereinigten Königreich, einem Staat, der ebenfalls zum anglo-amerikanischen Rechtskreis gehört, boten im Jahr 1994 gerade einmal 13 % der Universitäten entsprechende Programme an. In Russland gab es demgegenüber im Jahr 2009 bereits 160 solcher Kliniken – die vor allem mit Unterstützung amerikanischer Universitäten nach dem Zerfall der Sowjetunion Mitte der 1990er-Jahre aufgebaut wurden.
In der Tschechischen Republik existieren mehrere Law Clinics an der Palacký-Universität Olmütz, wo die erste Tschechische Law Clinic im Jahr 1996 gegründet wurde. Im Jahr 2015 gab es in Polen 25 universitäre Rechtsberatungsangebote in 15 Städten. In Slowenien gibt es an der Juristischen Fakultät in Ljubljana die Ljubljana Legal Clinic for Refugees and Foreigners, die vom Flüchtlingshilfswerk der Vereinten Nationen (UNHCR) unterstützt wird.
Auch in Belarus, in Indien und in Kroatien erfolgt eine Rechtsberatung durch Studierende. In den baltischen Staaten gibt es bereits seit 2000 den Universitäten angegliederte Legal Clinics.

### Situation in Österreich
In Wien wurde die Entwicklung einer Law Clinic im Jahr 2014 durch studentische Initiative über den Verein Vienna Law Clinics – Studentische Rechtsberatung in Wien angestoßen. Seit dem Sommersemester 2017 besteht an der rechtswissenschaftlichen Fakultät der Universität Wien eine Law Clinic in den Bereichen Asylrecht, Startups und Verbraucherrecht. Nach Abschluss einer von erfahrenen Praktikern aus den jeweiligen Rechtsgebieten gehaltenen Lehrveranstaltung, können die Studierenden über den Verein beratend tätig werden. Auch dabei werden sie von Praktikern angeleitet und unterstützt. Zudem besteht an der Universität Graz seit Oktober 2016 eine Refugee Law Clinic.

### Entwicklung in Deutschland
In Deutschland sind „Kliniken“ für Juristen bereits seit fast 150 Jahren in der Diskussion. Schon damals wurde gegen den Begriff „Klinik“ angeführt, er klinge, „als wäre die Jurisprudenz eine chronische Krankheit“. Dementsprechend wird er von vielen deutschen Angeboten bis heute nicht genutzt.
Trotz eines befürwortenden Plädoyers im Jahr 1896 konnte sich diese Form der Juristenausbildung in Deutschland zunächst nicht durchsetzen. Von 1935 bis 2008 verhinderte das damals geltende Rechtsberatungsgesetz (RBerG) unter anderem auch eine unmittelbare Beratung durch Studierende. Zulässig war ausschließlich eine Tätigkeit im Vorfeld der Beratung (insbesondere gutachterliche Tätigkeit).
Erst durch die Liberalisierung im Rahmen des Rechtsdienstleistungsgesetzes wurde eine individuell beratende Aktivität der Studierenden gegenüber Rechtssuchenden ermöglicht. Aus Sicht der Anwaltschaft wird diese Entwicklung teilweise skeptisch beurteilt. Vor allem kleinere Kanzleien fürchten Konkurrenz bei der Akquise neuer Mandanten. Durch Beratungshilfe und Prozesskostenhilfe sei der Bedarf für solche Dienstleistungen zudem deutlich geringer als in den USA. Es wird die Entstehung einer Zweiklassengesellschaft befürchtet. Schließlich wird auch der didaktische Bedarf bestritten, da es in Deutschland mit dem Referendariat eine spezifisch praktische Ausbildung gibt.

## Situation in Deutschland

### Rechtliche Rahmenbedingungen
Das Rechtsdienstleistungsgesetz (RDG) erlaubt den Studierenden neben der reinen Beratung ein außergerichtliches Tätigwerden (etwa Mahnschreiben, Telefonanrufe) sowie eine Vertretung gegenüber Behörden. Eine Vertretung vor Gericht ist demgegenüber nur in Strafsachen zulässig, nicht aber in Zivilsachen (§ 138 Abs. 2 StPO, § 79 Abs. 2 ZPO). Auch für die übrigen Fälle ist eine Anleitung durch eine zur entgeltlichen Beratung befugte Person oder eine Person mit Befähigung zum Richteramt erforderlich (§ 6 Abs. 2 RDG); diese Anleitung muss nicht im Einzelfall erfolgen und ist ggf. als erfüllt anzusehen, wenn eine regelmäßige Fortbildung der Beratenden Person durch eine befugte Person stattfindet und eine solche der beratenden Person im Zweifel auch für Einzelfallfragen zur Verfügung steht.
Eine Beratung in Steuerangelegenheiten ist nicht erlaubt (§ 2StBerG). Dem Verein Tax Law Clinic Hannover, der solche Beratungen unentgeltlich anbieten möchte, verweigert das Amtsgericht Hannover die Eintragung in das Vereinsregister, weil der Vereinszweck gegen das gesetzliche Verbot verstößt. Die dagegen gerichtete Beschwerde blieb beim Oberlandesgericht Celle erfolglos wie auch die Rechtsbeschwerde beim Bundesgerichtshof. Der Verein, der das gesetzliche Verbot für verfassungswidrig hält, kündigte Verfassungsbeschwerde an. Darüber hinaus plant die Bundesregierung derzeit eine Legalisierung der unentgeltlichen studentischen Steuerrechtsberatung im Rahmen einer Tax Law Clinic.
Eine generelle Haftungsprivilegierung für die unentgeltliche Rechtsberatung besteht nicht. Eine solche muss vielmehr im Einzelfall vertraglich vereinbart werden. Als Ausweg wird teilweise die Gründung einer juristischen Person (etwa einer Unternehmergesellschaft (haftungsbeschränkt) oder eines eingetragenen Vereins) gesehen. Dabei ist das Verhältnis zur Rechtsanwaltsgesellschaft (für die eine Haftpflichtversicherung erforderlich ist, § 59c ff. BRAO) bislang ungeklärt.

### Dachverband Studentischer Rechtsberatungen
Auf Initiative verschiedener Rechtsberatungen wurde im Jahr 2017 der Dachverband Studentischer Rechtsberatungen gegründet. Als Bundesvereinigung verfolgt er das Ziel, das Konzept der ehrenamtlichen studentischen Rechtsberatung in der juristischen Ausbildung flächendeckend, rechtskonform und auf hohem Qualitätsniveau zu etablieren und zu erhalten. Um die überregionale Zusammenarbeit zwischen den einzelnen Law Clinics zu fördern, unterstützt er etwa den gemeinsamen Wissens- und Erfahrungsaustausch oder begleitet Neugründungen. Daneben repräsentiert er die studentischen Initiativen und vertritt ihre Interessen nach außen.
Die deutschen Refugee Law Clinics haben sich im Dachverband Refugee Law Clinics Deutschland zusammengeschlossen.

### Studentische Rechtsberatung in Deutschland
- German Journal of Legal Education, Vol 4, 2017/2018, ISBN 978-3-7450-2337-4
- German Journal of Legal Education, Vol 3, 2016, ISBN 978-3-7418-1472-3
- German Journal of Legal Education, Vol 2, 2015, ISBN 978-3-7375-4809-0.
- German Journal of Legal Education, Vol 1, 2014, ISBN 978-3-8442-9673-0.
- Andreas Bücker / William A Woodruff: Clinical Legal Education – eine Option für die deutsche Juristenausbildung? In: JZ. Band 63 (2008), 22, S. 1068–1076.
- Georg Dietlein / Jan-Gero Alexander Hannemann, Studentische Rechtsberatung, in: Ad Legendum 1 / 2014, S. 79–83.
- Georg Dietlein / Jan-Gero Alexander Hannemann, Am Anfang: Studentische Rechtsberatung in Deutschland, in: Andreas Cahn (Hrsg.), Juracon Jahrbuch 2014/2015, Frankfurt am Main 2014, S. 148–149.
- Georg Dietlein / Jan-Gero Alexander Hannemann, Rechtsberatung durch Studentenverein (Urteilsbesprechung OLG Brandenburg 10. September 2014 – 7 W 68/14), in: NJW 2015, 1122f.
- Georg Dietlein / Jan-Gero Alexander Hannemann, Studentische Rechtsberatung in Form eines Vereins ist zulässig – Anmerkung zu AG Frankfurt a. M., Beschluss vom 10. August 2016, in: AnwBl 2017, S. 1119.
- Janina Gieseking / Paul Tiedemann: Die Refugee Law Clinic an der Universität Gießen. In: LKRZ. 2010, 6, S. 236–239.
- Jan-Gero Alexander Hannemann / Georg Dietlein, Studentische Rechtsberatung und Clinical Legal Education in Deutschland, Berlin / Heidelberg 2016 (Springer Verlag), ISBN 978-3-662-48398-5 (Rezension Frank Remmertz, in: NJW 2017, S. 1086)
- Jan-Gero Alexander Hannemann / Georg Dietlein, Studentische Rechtsberatung in Deutschland, in: JURA 2017, S. 449–460.
- Jan-Gero Alexander Hannemann, Georg Dietlein: The development of refugee law clinics in Germany in view of the refugee crisis in Europe. In: International Journal of Clinical Legal Education. Band 25(2), 2018, ISSN 1467-1069, S. 160–184, doi:10.19164/ijcle.v25i2.725.
- Benno Heussen: Zugang zum Recht – Ein internationaler Vergleich. In: AnwBl. Band 55 (2005), 12, S. 771–773.
- Jakob Horn: Studentische Rechtsberatung in Deutschland. In JA 2013, S. 644–649.
- Christoph Weritsch, Die Grazer „Refugee Law Clinic“. In: juridikum. 2003, 3, S. 153–156.
- Ann-Kathrin Wreesmann: Clinical Legal Education – unentgeltliche Rechtsberatung durch Studenten in den USA und Deutschland. Dr. Kovac, Hamburg 2010, ISBN 978-3-8300-5253-1. (Rezension Matthias Kilian, in: AnwBl. 2011, S. 61)

### Allgemein zu § 6 Abs. 2 Rechtsdienstleistungsgesetz
- Hans-Friedrich Müller: Pro-bono-Beratung im Zusammenhang mit dem Rechtsdienstleistungsgesetz. In: MDR. Band 62 (2008), 7, S. 357–360.
- Ann-Kathrin Wreesmann, Martin Schmidt-Kessel: Unentgeltliche Rechtsberatung durch Laien nach dem Rechtsdienstleistungsgesetz. In: NJW. Band 61, (2008), 47, S. 3389. (Langfassung In: NJOZ. Band 8 (2008), 40, S. 4061–4072)
- Finn Zeidler, Henning Moelle, Kilian R. Bälz: Rechtsberatung pro bono publico in Deutschland – eine Bestandsaufnahme. In: NJW. Band 61 (2008), 47, S. 3383–3388.
- Julius Späth / Marcel Vollmerhausen: Die Anleitung studentischer Rechtsberatungen nach § 6 Abs. 2 RDG und damit zusammenhängende Haftungsrisiken. In: JURA. Band 42 (2020), S. 783–790.

### Studentische Rechtsberatung im Ausland
- Robert Adam: Die legal clinics in den USA. In: ZfRV. Band 18 (1978), S. 217–218.
- Martin Henssler, Peter Schlosser (Hrsg.), Clinical Legal Education in den USA, Anwaltverlag, Bonn 1999, ISBN 3-8240-5197-4.